# Тихомирова, Вера Ивановна
Вера Ивановна Тихомирова (30 сентября 1918, Шуя, Иваново-Вознесенская губерния — 14 октября 2002) — заместитель командира эскадрильи 46-го гвардейского ночного бомбардировочного авиационного Таманского Краснознамённого ордена Суворова полка. Одна из девяти женщин, награждённых орденом Александра Невского за всё время его существования.

## Биография
Родилась 30 сентября 1918 года в городе Шуя в семье рабочего-кузнеца.
В 1936 году с отличием окончила Первую Батайскую Краснознамённую лётную школу — пилот 4-го класса ГВФ, работала лётчиком-инструктором Одесской школы ГВФ. С 1941 года — лётчик-инструктор Особой эскадрильи ГВФ, занималась подготовкой лётчиков для фронта.
В феврале 1942 году Вера Тихомирова была мобилизована в РККА и направлена на службу в 588-й ночной легкобомбардировочный авиационный полк. С мая по декабрь 1942 года младший лейтенант Тихомирова служила летчиком звена связи 588-го ночного легкобомбардировочного авиационного полка, совершив 356 вылетов, «точно и в срок доставляла все боевые приказы, распоряжения, оперативные документы» и «за отличное выполнение боевых заданий» была награждена 14 ноября 1942 года орденом Красного Знамени.
В декабре 1942 года летчик Тихомирова была переведена на боевую работу в 4-ю эскадрилью. С декабря 1942 года по октябрь 1943 года командир звена лейтенант Тихомирова совершила ещё 180 ночных боевых вылета на бомбардировку войск противника и 22 октября 1943 года была награждена орденом Отечественной войны II степени:
Тов. Тихомирова за период боевых действий на фронте проявила себя дисциплинированным, выдержанным, смелым командиром. Летает в сложных метеоусловиях, днем, ночью и в горной местности. Техника пилотирования отличная, потери ориентировки, аварий, поломок не имеет. Материальную часть самолета и мотора знает отлично и умело ее эксплуатирует... 
Тов. Тихомирова отлично освоила боевую ночную работу. Отлично владеет техникой пилотирования в ночных условиях. Умело выводит свой самолет из лучей прожекторов и из зоны зенитной артиллерии противника. С сентября месяца назначена на должность командира звена, к работе приступила с большим желанием. К себе и подчиненным требовательна, повседневно работает над повышением своего летного мастерства. Боевая работа Тихомировой служит образцом для личного состава звена. Из числа произведенных вылетов наиболее эффективными были: 
В ночь на 10 марта 1943 г. бомбила переправу в пункте Славянская. В результате точного бомбометания было вызвано 4 сильных взрыва с черным густым дымом, что подтверждает последующий экипаж гвардии лейтенанта Е. Пискаревой. 
В ночь на 15 апреля 1943 г. бомбила по скоплению войск противника в пункте Крымская. Несмотря на сильный огонь зенитной артиллерии и пулеметов противника, Тихомирова, маневрируя в зоне огня, умело достигла цели и произвела бомбометание, в результате чего наблюдалось два сильных взрыва, что подтверждает экипаж гвардии лейтенанта З. Парфеновой. 
В ночь на 22 июля 1943 года бомбила пункт Луначарский по скоплению войск противника, где была схвачена тремя прожекторами противника. Смелым маневром Тихомирова вывела машину из лучей прожекторов, сделала несколько заходов на цель, произвела бомбометание и точным бомбовым ударом вызвала два очага пожара, которые горели в течение всей ночи, что подтверждают последующие экипажи. 

В ночь на 12 августа 1943 года производила бомбометание по живой силе, мотомехчастям и укреплениям противника в пункте Дубинка, в результате точного бомбометания было вызвано 4 сильных взрыва, что подтверждает последующий экипаж гвардии лейтенанта М. Чечневой.
В апреле 1944 года «за смелое руководство личным составом, лично произведенные 456 боевых вылетов с высокой эффективностью» заместитель командира эскадрильи гвардии лейтенант Тихомирова была удостоена ордена Александра Невского.
Осенью 1944 года в результате тяжелой болезни была отправлена на лечение в Москву и более участия в военных действиях не принимала. Всего на боевом счету гвардии лейтенанта Тихомировой было 900 вылетов на самолёте У-2 во фронтовом небе, из них только более 530 боевых в ночном небе.
После окончания войны старший лейтенант Тихомирова служила на военной кафедре Московского авиационного института.
С 1949 года вернулась в военную авиацию — пилот и командир корабля транспортных самолётов Ли-2 и Ту-14. Водила крылатую машину по дальним и ближним маршрутам: Ташкент и Каунас, Ростов и Архангельск, Казань и Рига. В 1955 году освоила управление новым самолётом Ил-14, на то время самым совершенным пассажирским и транспортным самолётом. В 1957 году майору Тихомировой было присвоено звание военный летчик 1-го класса.
В 1959 год уволена в запас в звании майора. Умерла в 2002 году. Похоронена в городе Шуя.

## Награды
- Орден Красного Знамени (1942[4])
- Орден Александра Невского (1944[2])
- Два Ордена Отечественной Войны 2-й степени (1943[1] и 1985[5])
- Медаль «За оборону Кавказа» (1944)
- Медаль «За победу над Германией в Великой Отечественной войне 1941—1945 гг.» (1945)

## Интересные факты
- В книге Марины Чечневой «„Ласточки“ над фронтом» есть глава о Вере Ивановне Тихомировой.